# Giovanni Battista Pergolesi
Giovanni Battista Pergolesi (někdy též Giambattista Pergolesi, původním příjmením Draghi, či Drago, 4. ledna 1710, Jesi – 16. března 1736, Pozzuoli) byl italský hudební skladatel barokního období, jeden z nejslavnějších a nejvýznamnějších skladatelů neapolské školy.

## Život

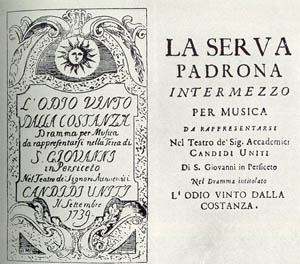
Dobové libreto opery La serva padrona jako intermezzo k opeře seria L'odio vinto dalla costanza.

Narodil se jako Giovanni Battista Draghi (někdy Drago) třetí potomek Francesca Andrey Draghiho a Anny Vittorie Giorgiové v městečku Jesi poblíž Ancony. Jeho předkové pocházeli z městečka Pergola v provincii Pesaro a Urbino, odkud vznikl jeho pseudonym Pergolesi.
Nejprve studoval u Francesca Santiho, kapelníka místního orchestru. Někdy kolem roku 1720 byl vyslán na Conservatorio dei Poveri di Gesù Cristo v Neapoli, kde studoval kompozici a hru na housle u Gaetana Greca, Leonarda Vinciho a Francesca Duranteho a zpíval v chlapeckém sboru. Ještě jako student zkomponoval církevní operu „Li prodigi della divina grazia“ (1731), která byla provedena v klášteře S. Agnello Maggiore. Jeho první opera psaná na objednávku Salustia byla s nevelkým úspěchem provedena v Neapoli roku 1732.
V témže roce byl Pergolesi jmenován kapelníkem knížete Ferdinanda Colonny a jeho další opera, hudební komedie „Lo firate 'nnamorato“ sklidila značný úspěch.
Na konci roku postihlo Neapol silné zemětřesení a Pergolesi komponoval několik skladeb ke svátku sv. Emidia – ochránce před zemětřesením – mezi něž prokazatelně patří Mše pro dva sbory a žalmy Dixit Dominus, Laudate a Confitebor.
V roce 1733 obdržel objednávku napsat operu k narozeninám císařovny Alžběty. Opera , Il prigionier superbo, obsahuje intermezzo ve formě samostatné komické opery „La serva padrona“ (Služka paní), která se stalo jeho nejznámější prací a ve skutečnosti jím vytvořil styl „opera buffa“. Když byla uvedena v Paříži, vyvolala tzv. „querelle des bouffons“ (válku komediantů) mezi zastánci klasické vážné francouzské opery jako byli Jean-Baptiste Lully a Jean-Philippe Rameau a přívrženci nové italské komické opery. Pergolesi byl v průběhu tohoto sporu označen jako typický představitel italského stylu a Paříž se sporem bavila po více než dva roky.
V květnu 1734 v kostele sv. Vavřince (San Lorenzo) v Římě provedl svou Mši F-dur za přítomnosti vévody Carafy-Maddoloniho, který ho ihned přijal do svých služeb. Ještě v témže roce zkomponoval operu na Metastasiovo drama „Adriano in Siria“. Po jejím úspěchu obdržel objednávku na zhudebnění dalšího Metastasiova dramatu „L'Olimpiade“ pro Teatro Tordinona v Římě. Opera se hrála s velkým úspěchem i na dalších italských scénách.

### Závěr života a smrt
Pergolesi celý život zápasil s chatrným zdravím. Onemocněl tuberkulózou a jeho stav se rapidně zhoršoval. Posledním velkým úspěchem byla hudební komedie Il Flaminio (Neapol, 1735). V roce 1736 se uchýlil do františkánského kláštera v Puzzuoli, kde prakticky na smrtelném loži zkomponoval kantátu Orfeo, Salve regina pro soprán a své vrcholné dílo Stabat Mater.
Stabat mater pro mužský soprán, mužský alt a orchestr bylo psáno na objednávku neapolským chrámem San Luigi di Palazzo, aby nahradilo stejné dílo Alessandra Scarlattiho uváděné na Velký pátek. Dílo se stalo tak populárním, že bylo různě upravováno řadou skladatelů, mimo jiné i J. S. Bachem, který je použil pro svůj žalm „Tilge, Höchster, meine Sünden“, BWV 1083.
Pergolesi zemřel v Puzzuoli 16. 3. 1736 ve věku 26 let.
Po Pergolesiho smrti se rychle šířila jeho sláva. Kočovné skupiny hrály jeho komedie, čtyři z kantát se dočkaly okamžitého vydání a rovněž duchovní hudba byla velice rozšířena, zejména v chrámech Itálie a Francie. To uvedlo do života řadu napodobovatelů, kteří šířili svá díla pod Pergolesiho jménem. To dodnes vyvolává značné zmatky a činí katalogy Pergolesiho děl značně nespolehlivými. Např. Igor Stravinskij napsal svůj balet Pulcinella na motivy z údajného díla G. Pergolesiho „Concerti Armonici“. Později se ukázalo, že právě tyto předlohy jsou padělky a že jejich autorem je Unico Wilhelm van Wassenaer.

## Dílo
Souborné dílo G. B. Pergolesiho poprvé vydal F. Caffarelli v 27 svazcích (Amici della Musica da Camera v Římě) v letech 1936-1941.
Kritickou edici vydává od roku 1977 Barry S. Brook v Pergolesi Research Center, s podporou Research Foundation of the City University of New York a grantem uděleným National Endowment for the Humanities.
1. O salutaris hostia
hymnus pro tenor a basso continuo, 1729
2. La Fenice sul rogo ovvero La Morte di San Giuseppe
oratorium, 1731 (?)
3. Li prodigi della divina grazia nella conversione di S. Guglielmo Duca d'Aquitania
církevní opera na text I. Mancininiho, 1731
4. Questo
pro klavír, 1735
5. Salustia
opera na text A. Zenona, 1731-1732
6. Mše (Kyrie a Gloria) D-dur
pro kostel sv. Maria della Stella v Neapoli, 1732 (?)
7. Il prigionier superbo
opera na text Gennarantonia Federica s intermezzem La serva padrona (Služka paní), 1733,
8. Mše (Kyrie et Gloria) 
uvedená 16. května 1734 v kostele sv. Lorenzo in Lucina v Římě
9. Adriano in Siria
opera na text Metastasia; uvedená 25. října 1734 v neapolském Teatro S. Bartolomeo s intermezzem „Livietta e Tracollo“, 1734,
10. Frate 'nnamorato
hudební komedie na text G. A. Federica, uvedena v září 1732 v Teatro Fiorentini v Neapoli
11. Il tempo felice
předehra, 1735
12. Il Flaminio
hudební komedie na text G. A. Federica, uvedena na podzim roku 1735 v Teatro Fiorentini v Neapoli
13. L'Olimpiade
opera na text Metastasia, uvedená v římském Teatro Tordinona, 1735
14. Quattro Cantate da Camera, la prima per Cimbalo e tre con varii Recitativi, Violini, e Violetta
Čtyři kantáty, vydáno v roce 1738

### Další díla s neupřesněným datem vzniku
1. 42 Solfeggi pro dva hlasy
2. 64 Solfeggi pro 3 hlasy
3. Koncert pro housle G-dur
4. Confitebor tibi Domine, žalm pro soprán, alt, sbor a basso continuo
5. Della Città vicino, kantáta
6. Dixit Dominus, pro soprán, dva sbory, hoboj, lesní roh, smyčce a basso continuo
7. Domine ad adjuvandum me, pro 5 hlasů, hoboj, lesní roh, smyčce a basso continuo
8. In coelestibus regnis, pro alt, smyčce a basso continuo
9. In hoc die quam decora, motet pro soprán, alt, tenor, dva sbory, hoboj, lesní roh, smyčce a basso continuo
10. Laudate pueri Dominum, žalm pro soprán, sbor, hoboj, trubku, lesní roh, smyčce a basso continuo
11. Le luci vezzose del caro mio bene, árie
12. Nacqui agli affanni in seno, árie
13. Salve regina, pro soprán, smyčce a basso continuo
14. Scherzo coi Cappuccini di Pozzuoli Venerabilis barba cappucinorum
15. Sicut erat in principio, přepracované Cum sancto spirito ze mše D-dur (verze G-dur)
16. Sinfonia (sonate.) F-dur pro violoncelo solo a basso continuo
17. Sonáta C-dur pro clavecin
18. Sonáta A-dur pro clavecin
19. Stabat Mater pro soprano, alto, smyčce a basso continuo
20. Tu resterai mia cara (duo)
21. Un caro e dolce sguardo, árie